# 松山高等学校 (旧制)
| 松山高等学校 旧講堂（章光堂） | 松山高等学校 旧講堂（章光堂） |
| ----------------------------- | ----------------------------- |
| 創立                          | 1919年（大正8年）             |
| 所在地                        | 愛媛県松山市                  |
| 初代校長                      | 由比質                        |
| 廃止                          | 1950年（昭和25年）            |
| 後身校                        | 愛媛大学                      |
| 同窓会                        | 松山高等学校同窓会            |

旧制松山高等学校（きゅうせいまつやまこうとうがっこう）は、1919年（大正8年）に愛媛県松山市に設立された官立旧制高等学校。

## 概要
- いわゆる「地名校」（ネームスクール）の旧制高等学校のうちで最初に設立された4校（新潟、松本、山口、松山）のひとつである。
- 四国では最初の高校（かつ最初の高等教育機関[1]）として設立され、文科・理科よりなる修業年限3年の高等科が設置された。
- 創設費（約76万円）の大部分は地元自治体と民間の寄付によってまかなわれた[2]。
- 新制愛媛大学の前身校の一つで文理学部の構成母体となった。

## シンボル

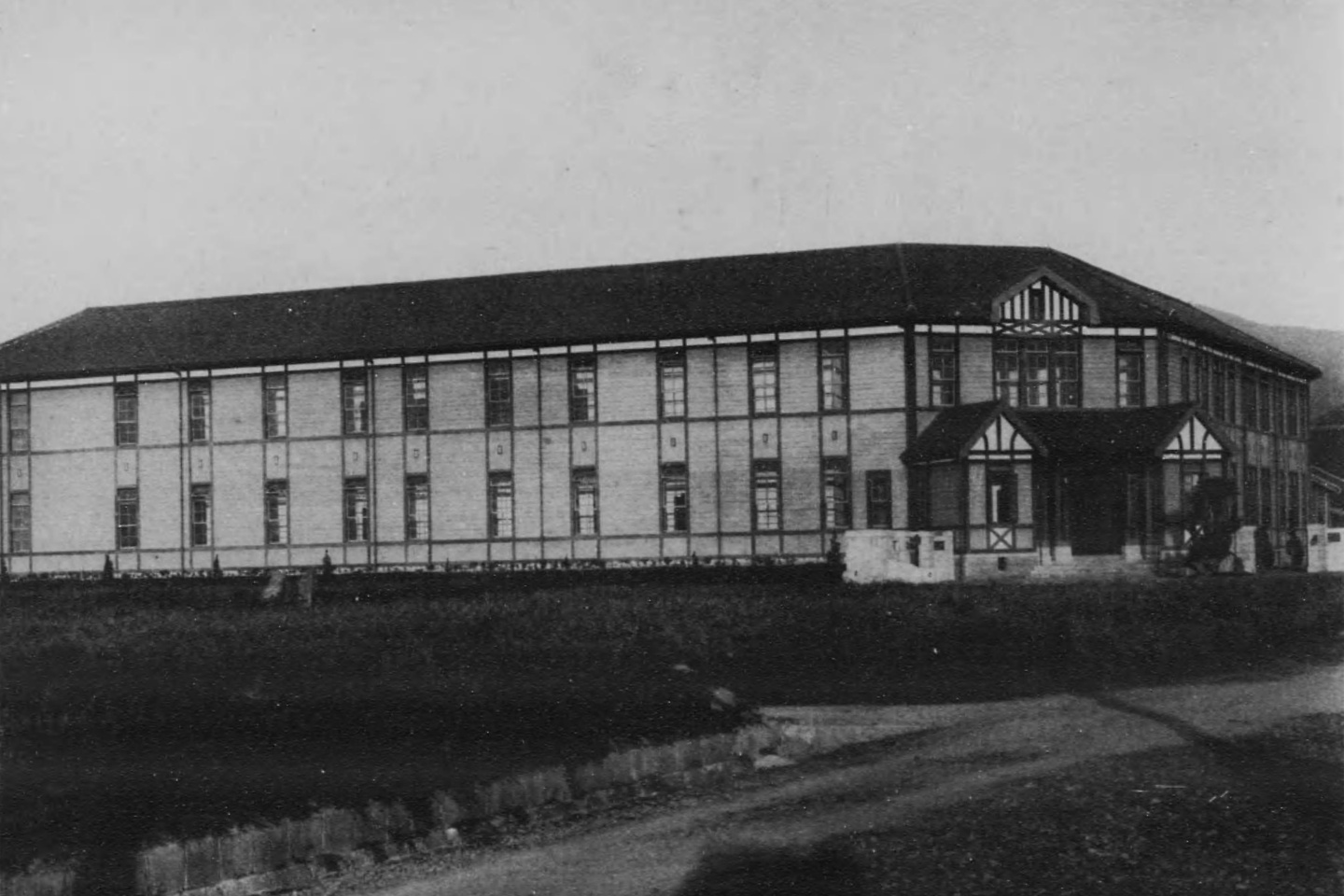
松山高等学校本館（1922年）

- 校章は、金色の三光（真・善・美）の中央に桜の花と「高」の字を配したもの。寄宿舎は「三光寮」と呼ばれた。
- 校訓は「厳格なる自由」。
- 校風は三高の影響が強く、赤のスクールカラーも三高と共通していた[3]。
- 代表的な寮歌は、「暁雲こむる」「若葉の古城」「三光寮に歌う」など。

## エピソード
- 松山高校と同時期に誕生した山口高校（山高）とはライバル関係にあり、野球の松高・山高定期戦は市民をも巻き込む一大イベントとなった。
- 松山高校と三光寮は、映画「ダウンタウンヒーローズ」（監督・山田洋次）の舞台となったことでも知られる。

## 沿革
- 1919年（大正8年）

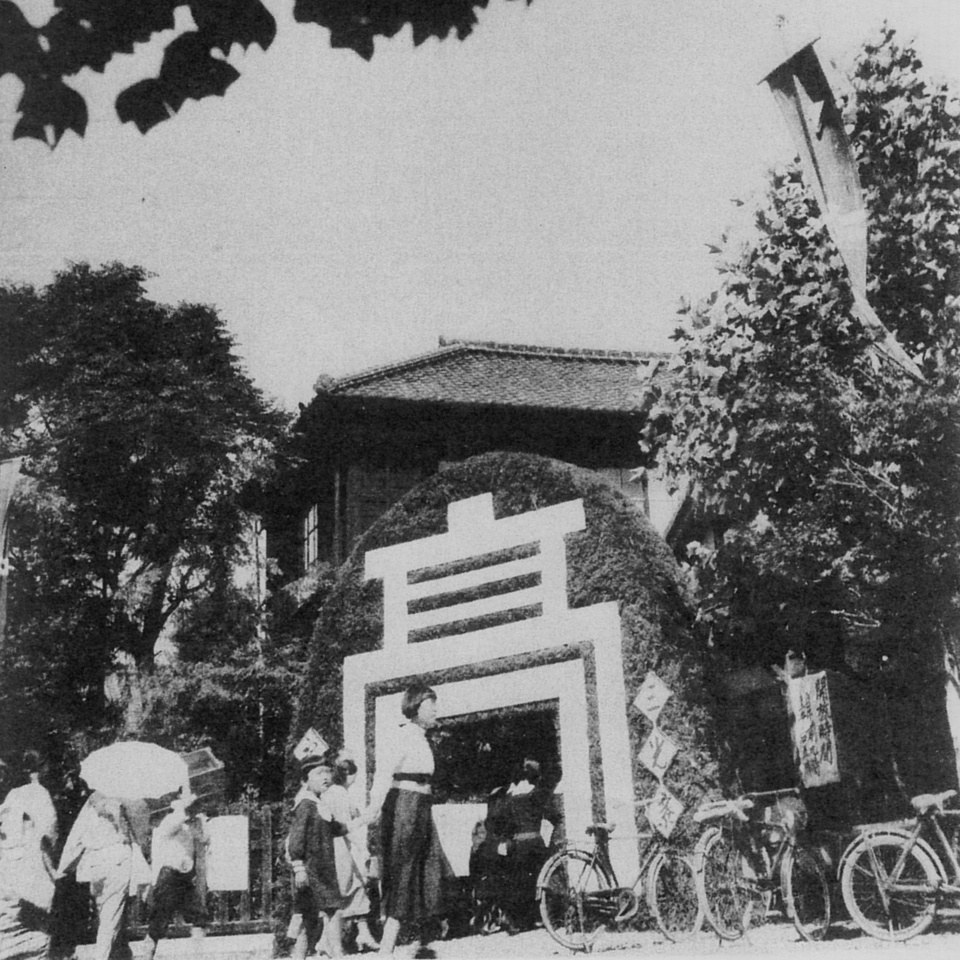
昭和11年度記念祭

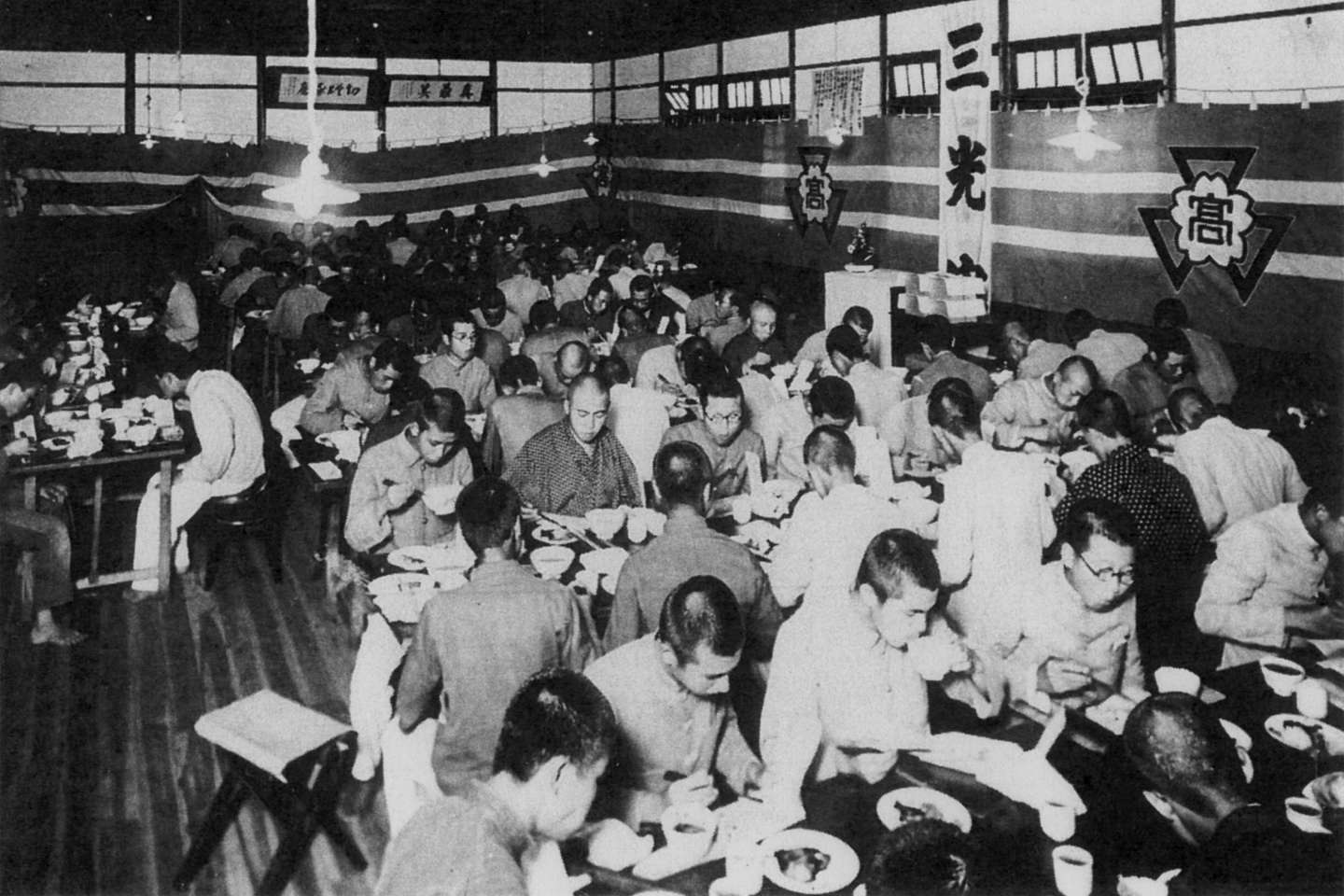
三光寮の3年生送別コンパ

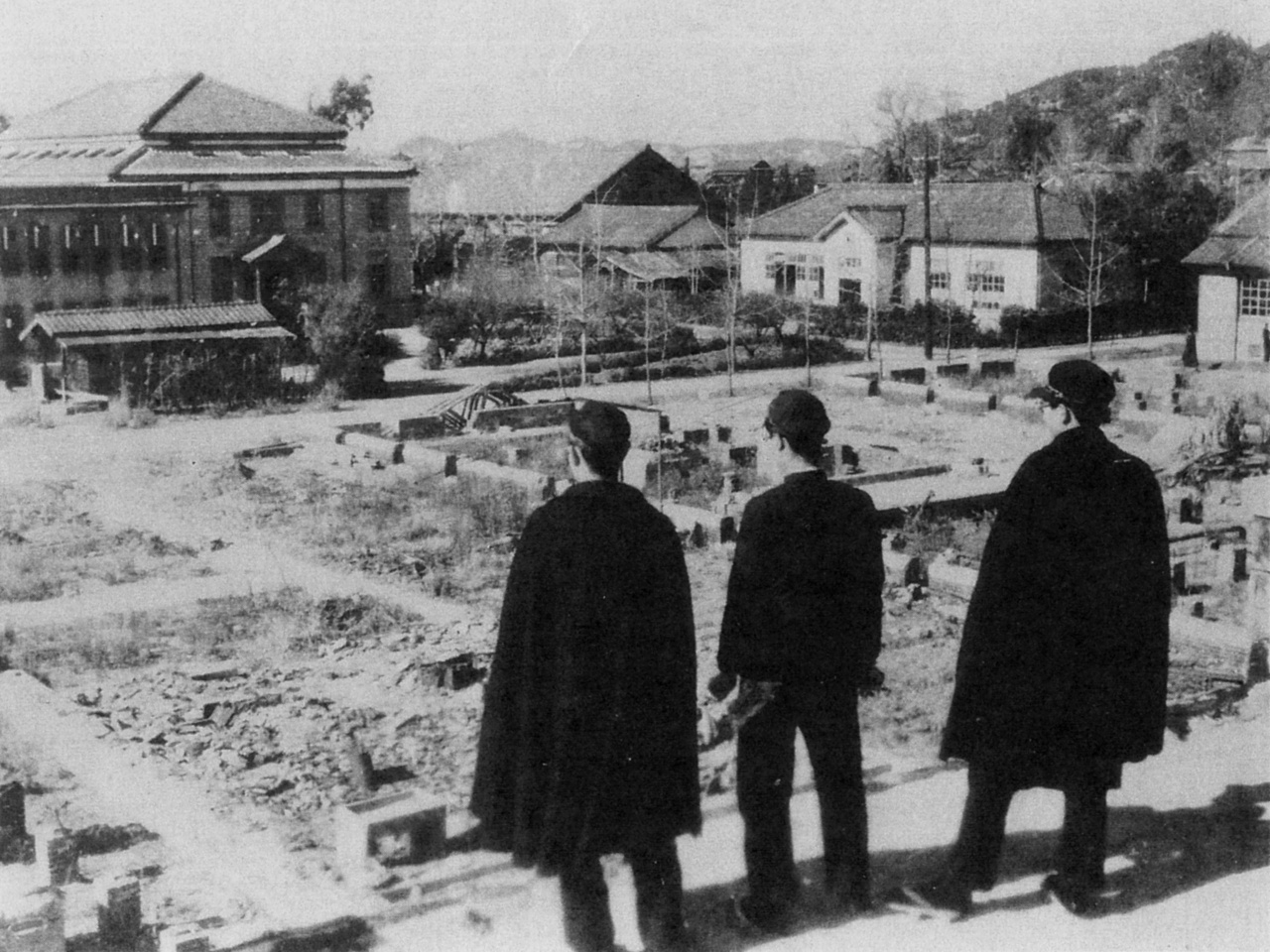
終戦直後の松山高校

  - 4月 - 改正高等学校令に基づき設立。初代校長由比質は三高教授より転任。
  - 9月 - 第1回入学式。代用寄宿舎（松山市宮古町の大林寺内）開設。
- 1920年（大正9年）
  - 8月 - 松山市公会堂仮校舎から温泉郡道後村大字持田に移転。
  - 11月 - 第1回松高・山高定期戦を開催（広島高師グラウンド）[4]。
- 1921年（大正10年）
  - 9月 - 三光寮竣工[5]。
  - 11月 - 開校式および開校記念大運動会を開催[5]。
- 1922年（大正11年）
  - 2月 - 講堂竣工。
  - 9月 - 青島守備軍司令部より第一次世界大戦期に独軍から押収したドイツ書籍の寄贈。
  - 11月 - 皇太子（のちの昭和天皇）行啓、ドイツ語・漢文などの授業を参観[6]。
- 1926年（大正15年） - 橋本捨次郎校長の管理主義に反発する学生ストライキ。校長は翌年退任[7]。
- 1927年（昭和2年）5月 - 白亜紀事件起こる[8]。
- 1932年（昭和7年） - 柔道部が全国高専柔道大会で3連覇を達成。
- 1934年（昭和9年）7月 - 野球部が第11回全国高専野球（第一部）で優勝[9]。
- 1945年（昭和20年）7月 - 松山空襲により施設の7割を焼失[10]。
- 1946年（昭和21年）5月 - 善通寺移転問題起こる[11]。
- 1948年（昭和23年）
  - 4月 - 校舎と寄宿舎再建[12]。女子学生が初めて入学（文科と理科に1名ずつ）[13]。
  - 10月 - 最後の記念祭を開催[14]。
- 1949年（昭和24年）5月 - 新制愛媛大学発足にともない包括される。
- 1950年（昭和25年）3月 - 廃校。

## 歴代校長
- 由比質：1919年（大正8年）4月15日 - 1925年（大正14年）4月
- 橋本捨次郎：1925年（大正14年）4月 - 1927年（昭和2年）8月
- 金子幹太：1927年（昭和2年）8月 - 1935年（昭和10年）8月
- 西澤富則：1935年（昭和10年）8月 - 1941年（昭和16年）4月
- 菊池清治：1941年（昭和16年）4月 - 1945年（昭和20年）11月24日[15]
- 山本与吉：1945年（昭和20年）11月24日[15] - 1949年（昭和24年）5月
- 井手淳二郎[16]：1949年（昭和24年）5月 - 1950年（昭和25年）3月

## 校地の変遷と継承

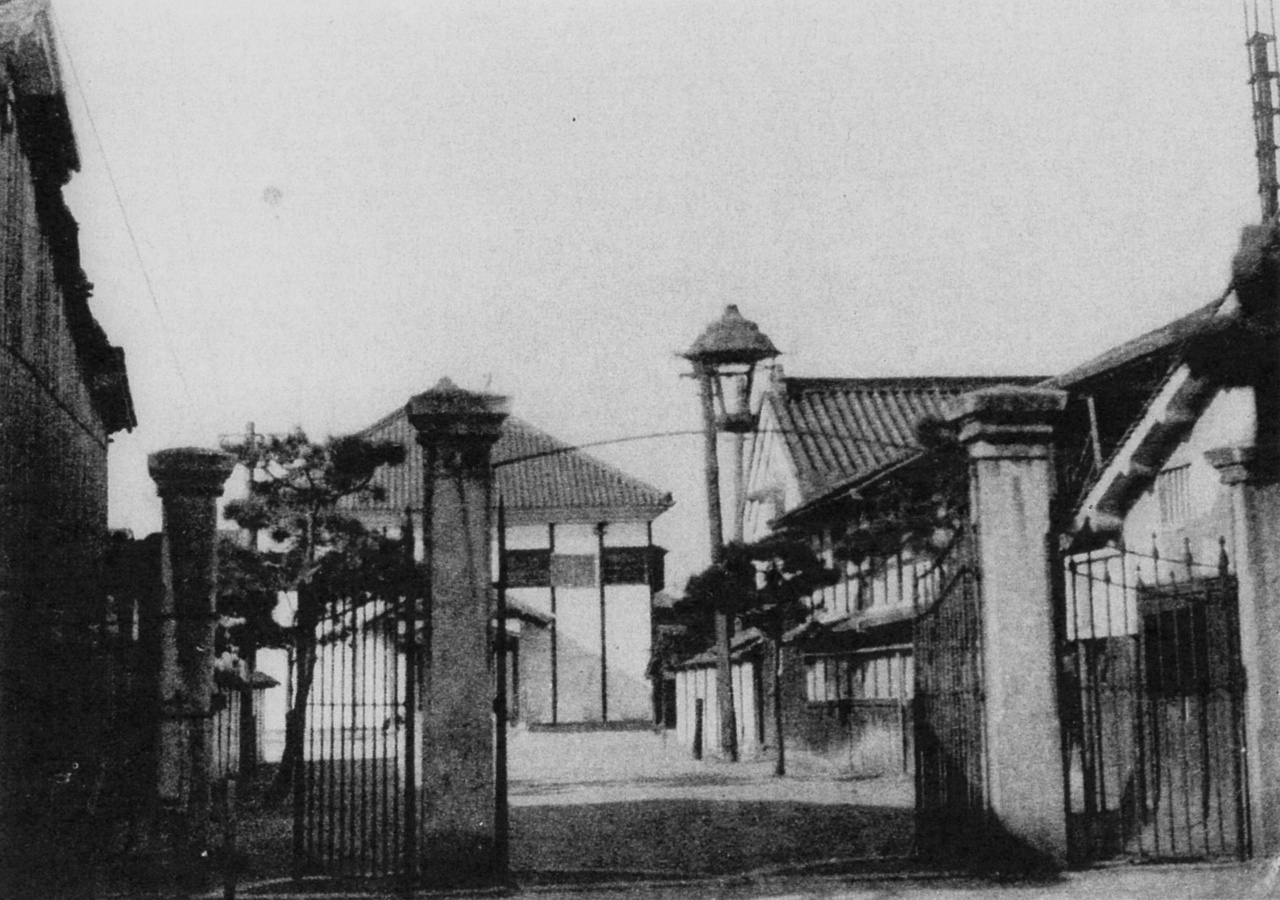
松山市公会堂仮校舎

設立当初の校舎は松山市萱町2丁目の松山市公会堂を借り受けた仮校舎であり、開校2年目の1920年（大正9年）8月、温泉郡道後村大字持田に完成した新校舎に移転した。
1945年の空襲で校舎と寄宿舎を焼失した後は焼け残った講堂や武道場、校外施設（石手寺など）で授業を行った。持田校地は新制愛媛大学への包括により文理学部校地として継承され、その後教育学部附属学校の校地となり現在に至っている。
現在、旧制高校時代の講堂（章光堂）は1963年（昭和38年）以降、愛媛大学附属中学校の講堂として使用され、1998年（平成10年）に国の登録有形文化財に登録された（松山市内では初）。

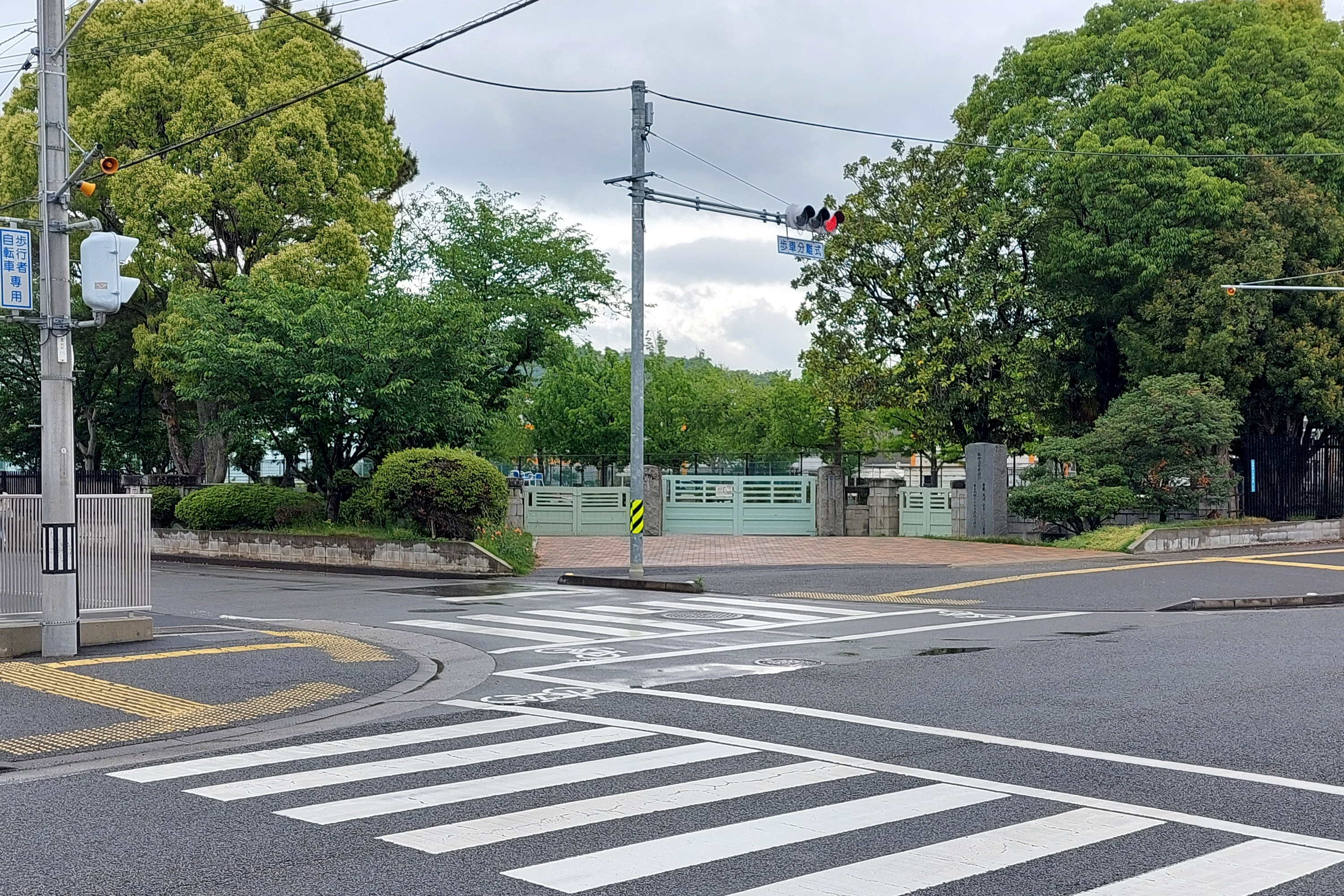
旧松山高等学校正門
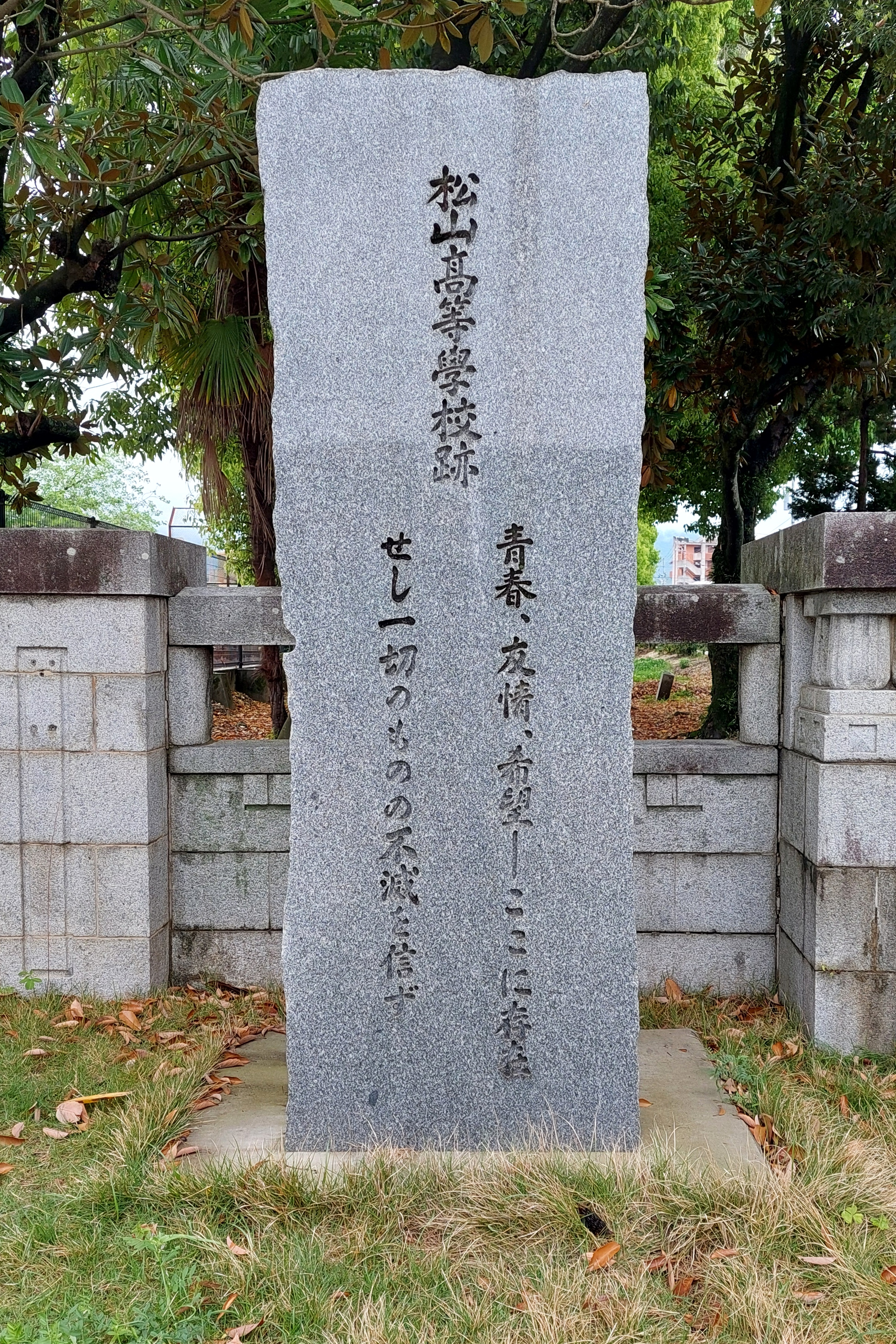
松山高等学校跡

## 著名な出身者
- 奈良本辰也 - 歴史学者
- 篠崎勝 - 歴史学者
- 池原季雄 - 法学者
- 藤田省三 - 政治学者
- 日野開三郎 - 東洋史学者
- 松本新八郎 - 歴史学者
- 高岡周夫 - 統計学者
- 小川太郎 - 教育学者[18]
- 浅田孝 - 都市計画家、建築家
- 福田宏年 - 独文学者
- 今村好信 - 技術者
- 李升基 - 朝鮮民主主義人民共和国の化学者
- 猪野俊平 - 植物形態学者、岡山大学名誉教授
- 蒲原稔治 - 生物学者、高知大学教授、名古屋保健衛生大学教授
- 田幸敏治 - 応用物理学者、東京工業大学名誉教授
- 岩村昇 - 医師、神戸大学教授
- 真鍋禮三 - 医師、大阪大学名誉教授
- 中村草田男 - 俳人
- 芝不器男 - 俳人
- 西垣脩 - 俳人
- 篠原梵 - 俳人
- 森一生 - 映画監督[19]
- 早坂暁 - 作家・脚本家。学制改革直前に入学。自身の松山高校時代を描いた小説「ダウンタウン・ヒーローズ」は直木賞候補となりのちに山田洋次監督により映画化された。
- 清瀬保二 - 作曲家
- 宮本顕治 - 文芸評論家から出発し日本共産党委員長・議長、参議院議員。在学時には社会科学研究会を指導。
- 岩田義道 - 労働運動家、社会運動家、日本共産党幹部
- 桧垣徳太郎 - 郵政大臣、参議院議員、農林事務次官
- 塩崎潤 - 経済企画庁長官、総務庁長官、衆議院議員、大蔵省主税局長[20]
- 李海翼 - 大韓民国農林部長官、京畿道知事
- 菅太郎 - 衆議院議員（自由民主党）[20]
- 蔵内修治 - 衆議院議員、参議院議員（自由民主党）[21]
- 位野木益雄 - 福岡高等裁判所長官
- 渡部伍良 - 農林事務次官
- 伊達宗彰 - 大蔵省広島財務局長、復興金融金庫理事、侯爵
- 前谷重夫 - 食糧庁・水産庁長官、興亜火災社長
- 石丸忠高 - 通産省大阪通産局長
- 石井英一 - 運輸省資材局長、東洋電機製造社長
- 井上時近 - オーシャン東九フェリー社長
- 有吉義弥 - 日本郵船社長[20]
- 上枝一雄 - 三和銀行頭取
- 稲葉秀三 - 産経新聞社社長、経済評論家
- 今井瑠璃男 - 愛媛新聞社長、会長
- 露口達 - 日清紡績社長
- 高原慶一朗 - ユニ・チャーム創業者
- 三好武夫 - 安田火災海上保険社長
- 土屋義夫 - ダイキン工業社長
- 大前玉男 - 三機工業社長
- 高橋吉隆 - アサヒビール社長
- 石川孝一 - 神鋼商事社長
- 野村英一 - 帝国石油社長
- 田坂輝敬 - 新日本製鐵社長
- 馬越省三 - ナビックスライン社長
- 田中利治 - 三菱自動車工業会長、三菱重工業副社長
- 山田恭一 - そごう社長、そごう神戸店長

## 関連書籍
- 井上要 『北予中学・松山高商楽屋ばなし』 1933年
- 松山高等学校同窓会 『松高の歴史：自由主義と家族主義の伝統：附寮歌』 1959年
- 『瀬戸の島山』(旧制高校叢書） 校史出版、1966年
- 島津豊幸 『青春ありき：旧制松山高等学校物語』 東宝株式会社出版事業室、1981年
- 松山高等学校同窓会 『真善美：松山高等学校創立六十五周年記念』 1984年
- 松山高等学校同窓会 『暁雲こむる：松山高等学校創立70周年記念：写真集』 1989年
- 秦郁彦 『旧制高校物語』 文春新書、2003年　ISBN 4166603558
- 『日本近現代史辞典』 東洋経済新報社、1978年
尾崎ムゲン作成「文部省管轄高等教育機関一覧」参照